# Van Pabst
Van Pabst (ook: Van Lawick van Pabst en: Van Pabst van Bingerden) is een Nederlands geslacht waarvan leden vanaf 1815 tot de Nederlandse adel behoren en dat vanaf 1661 eigenaar van de heerlijkheid en huis Bingerden was.

## Geschiedenis
De stamreeks begint met Wilhelm Pabst wiens zoon Johann, heer van Pabsthof, omstreeks 1425 werd geboren. Nakomelingen waren ambtenaren in Brandenburg. In 1661 werd mr. Hermann Pabst, heer van Kaldenbach en Bingerden 1661- (1603-1666), keurvorstelijk Brandenburgs geheim- en justitieraad, heer van Bingerden. Van hem stammen de tak Van Lawick van Pabst en de tak Van Pabst van Bingerden.
In 1712 werden de neven Johann Maurits (1650-1730) en Johann Hendrik (1672-1766) erkend te behoren tot de Pruisische adel. In 1815 werd Johan Maurits van Pabst van Bingerden (1740-1824) benoemd in de ridderschap van Gelderland waardoor hij en zijn nakomelingen het predicaat jonkheer en jonkvrouw verkregen; een kleinzoon van hem, R.J.W. van Pabst van Bingerden (1826-1912) verkreeg in 1906 de persoonlijke titel van baron.
Van 1661 tot 1847 was huis Bingerden in bezit van dit geslacht. Vanaf 1849 is huis Nijeveld in dit geslacht.
In 1860 werd Diederik Jacob Adrianus Albertus van Lawick van Pabst (1795-1881) ingelijfd in de Nederlandse adel waardoor hij en zijn nakomelingen ook het predicaat jonkheer en jonkvrouw verkregen. In 2001 waren er nog drie mannelijke telgen in leven: de chef de famille en zijn twee zonen.
Er bestaat nog een tak Van Lawick van Pabst, deel uitmakend van het geslacht Van Lawick.

### Wapens

Van Pabst (1815)
Van Pabst (1860)
Van Pabst (1906)

## Enkele telgen

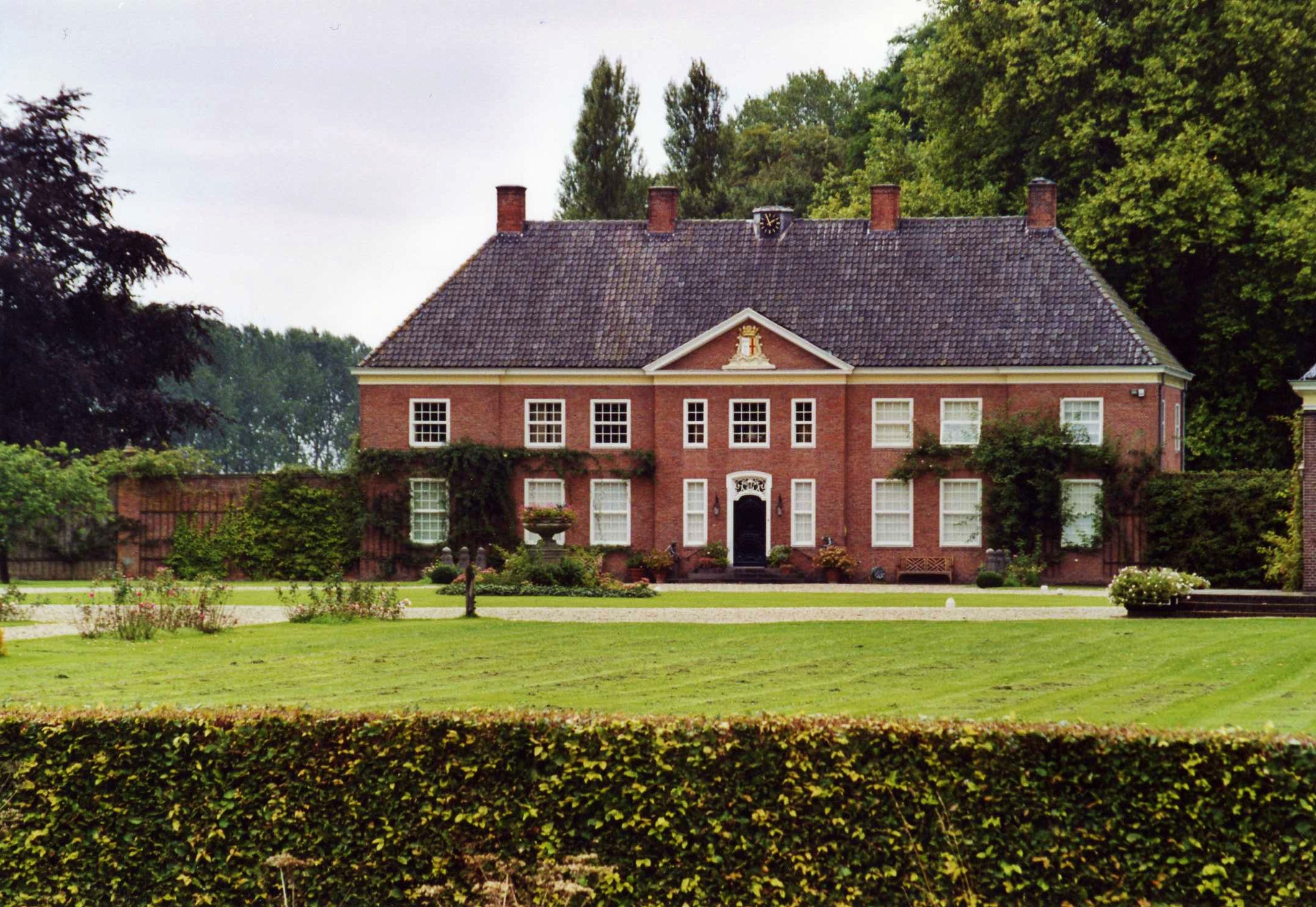
Huis Bingerden in 2012

mr. Hermann Pabst, heer van Kaldenbach en Bingerden 1661- (1603-1666), keurvorstelijk Brandenburgs geheim- en justitieraad, heer van Bingerden
- Johann Pabst (1644-1692), schepen en burgemeester van Zevenaar
  - Johann Hendrik Edler von Pabst (1672-1704), schepen van Kleve
    - Johann Anthony Edler von Pabst (1710-1754), kapitein; trouwde in 1738 met Lydia Françoise van Lawick (1708-1766), dochter van Jan van Lawick en Anna van den Broek, vrouwe van Kortenberg
      - Adrianus Albertus Edler von Pabst, heer van Kortenberg (1741-1773)
        - Jan Anthony Edler van Lawick van Pabst, heer van Kortenberg (1767-1818); trouwde in 1793 Johanna Geertruida Maria van Reede (1769-1849), dochter van Diederik Jacob van Reede, heer van Nijevelt
          - jhr. Diederik Jacob Adrianus Albertus van Lawick van Pabst, heer van Nijevelt (1795-1881), kapitein
            - jhr. Diederik Jan Antonie Albertus van Lawick van Pabst, heer van Nijevelt (1828-1899), burgemeester, laatstelijk van Arnhem, lid provinciale en gedeputeerde staten van Utrecht
              - jhr. mr. Diederik Jacob Adrianus Albertus van Lawick van Pabst, heer van Nijevelt (1860-1925), burgemeester, laatstelijk van Ede
                - jhr. Diederik Jan Anthonie Albertus van Lawick van Pabst, heer van Nijevelt (1902-1958), kolonel titulair, intendant van paleis en Kroondomein Het Loo; trouwde in 1928 Jacoba Henriëtta Marianna Agatha Doude van Troostwijk (1905-2005), intendant van paleis en Kroondomein Het Loo
                  - jhr. Diederik Jacob Adrianus Albertus van Lawick van Pabst, heer van Nijevelt (1940-2024), makelaar en taxateur in kunst en antiquiteiten
                    - jhr. mr. Diedrik Jan Anthonie Albert van Lawick van Pabst (1973), chef de famille

              - jkvr. Ada Marceline Marie Elisabeth van Lawick van Pabst (1863-1947); trouwde in 1892 met Jan Willem Pieter van Hoogstraten (1860-1941), luitenant-generaal titulair
- Johann Maurits Edler von Pabst, vrijheer van Wolfswaard, heer van Bingerden (1674-) en Kaldenbach (1650-1730), opperwaardgraaf
  - mr. Rudolph Willem Edler von Pabst, vrijheer van Wolfswaard (1706-1782), raad en burgemeester van Wageningen
    - jhr. mr. Johan Maurits van Pabst, vrijheer van Wolfswaard, heer van Bingerden (1776-) en Hoenkoop (1789-) (1740-1824), secretaris van Amsterdam
      - jkvr. Geertruijda Sara Agatha van Pabst, vrouwe van Bingerden (1774-1866); trouwde in 1800 met Willem Hendrik Alexander Carel baron van Heeckeren, heer Ruurlo en Kell (1774-1847), minister van Staat
      - jhr. Rudolf Willem Jacob van Pabst, vrijheer van Wolfswaard, De Lek, Lekkerkerk en Zuidbroek, heer van Bingerden en Hoencoop (1775-1841), lid Raad van State
        - jkvr. Emilie Wilhelmina Adriana van Pabst (1812-1878), hofdame van koningin Sophie
        - jhr. mr. Johan Maurits van Pabst van Bingerden (1810-1883), kantonrechter te Nijmegen
          - jhr. Rudolph Willem Jacob van Pabst van Bingerden (1849-1916), burgemeester van Elst
            - jkvr. Isabella Geertruida Catharina Elisabeth van Pabst van Bingerden (1882-1963), laatste telg van de tak Van Pabst van Bingerden; trouwde in 1910 mr. dr. Carl Oscar Philip baron Creutz (1873-1941), burgemeester van Ede, lid provinciale staten van Gelderland

        - mr. Rudolph Willem Jacob baron van Pabst van Bingerden (1826-1912), 1e kamerheer en grootmeester honorair van het koningshuis

      - jkvr. Anthonia Jacoba Margaretha van Pabst (1776-1815); trouwde in 1804 Jan Carel Elias graaf van Lynden (1770-1825), staatsraad i.b.d.